# تانیبه
تانیبه (به لاتین: Tanibe) یک منطقهٔ مسکونی در ماداگاسکار است که در مانانارا شمالی واقع شده‌است. تانیبه ۱۰٬۰۰۰ نفر جمعیت دارد و ۵۷۱ متر بالاتر از سطح دریا واقع شده‌است.